# Městský fotbalový stadion Srbská
Městský fotbalový stadion Srbská (Nederlands: Stedelijk voetbalstadion Srbská, sponsornaam: ADAX INVEST Arena) is een voetbalstadion in Brno, Tsjechië. Sinds 2001 wordt het stadion gebruikt door ePojisteni.cz ligaclub FC Zbrojovka Brno, nadat het oude stadion van de club Fotbalový stadion Za Lužánkami te ver vervallen was om verder te gebruiken. FC LeRK Brno, speelde tot 1995 op Srbská, in datzelfde jaar fuseerde de club met SK Prostějov fotbal en ging in Prostějov spelen. Daarnaast speelde ook 1. SC Znojmo, uit het naburige Znojmo, haar wedstrijden in het seizoen 2013/14 haar thuiswedstrijden op het hoogste niveau in het stadion, omdat het eigen stadion van de club niet aan de eisen voldeed.
Andrův stadion (SK Sigma Olomouc) ·
Ďolíček (Bohemians Praag 1905) ·
Fotbalový stadion Střelecký ostrov (SK Dynamo České Budějovice) ·
Letní stadion (FK Pardubice) ·
Malšovická aréna (FC Hradec Králové) ·
Městský stadion (MFK Karviná) ·
Městský stadion (FK Mladá Boleslav) ·
Městský stadion v Ostravě-Vítkovicích (FC Baník Ostrava) ·
Městský fotbalový stadion Miroslava Valenty (1. FC Slovácko) ·
Na Julisce (FK Dukla Praag) ·
Stadion Na Stínadlech (FK Teplice) ·
Fortuna arena (SK Slavia Praag) ·
Stadion města Plzně (FC Viktoria Pilsen) ·
Stadion Sparty na Letné (AC Sparta Praag) ·
Stadion Střelnice (FK Jablonec) ·
Stadion u Nisy (FC Slovan Liberec)
Andrův stadion (SK Sigma Olomouc „B“) ·
Letná (FC Zlín) ·
Městský fotbalový stadion Srbská (FC Zbrojovka Brno) ·
Městský stadion (Slezský FC Opava) ·
Městský stadion v Kotlině (FK Varnsdorf) ·
Městský stadion v Ostravě-Vítkovicích (FC Baník Ostrava „B“) ·
Hřiště v Kvapilově ulici (FC Silon Táborsko) ·
Sportovní areál Drnovice (MFK Vyškov) ·
Sportovní areál Na Chvalech (SK Slavia Praag "B") ·
Stadion FK Viktoria Žižkov (FK Viktoria Žižkov / AC Sparta Praag „B“) · 
Stadion SK Líšeň (SK Líšeň 2019) ·
Stadion v Jiráskově ulici (FC Vysočina Jihlava) ·
Stadion v Kollárově ulici (FC Sellier & Bellot Vlašim) ·
Stadion Za Místním nádražím (1. SK Prostějov) ·
Stadion Za Vodojemem (MFK Chrudim) ·
Stadion Evžena Rošického · Strahovstadion